# 1785 en droit
Cet article présente les faits marquants de l'année 1785 en droit.

## Événements
- 5 janvier : le vice-roi du Brésil supprime toutes les manufactures textiles du Minas Gerais et de Rio de Janeiro, sauf celles qui fabriquent des tissus grossiers pour le vêtement des esclaves ou les sacs[1].

- 11 février[2] : Joseph II supprime l’administration des comitats en Hongrie pour lui substituer dix districts d’égale importance, plus trois pour la Transylvanie. Des commissaires royaux nommés par l’empereur remplacent les préfets élus[3].

- 21 avril, Russie : Catherine II de Russie renforce le pouvoir des villes et de la noblesse par la publication de deux chartes[4]. Les privilèges sont codifiés par la Charte de la Noblesse : exemptés d’impôts, dégagés de toute obligation envers l’État, les nobles ont désormais un pouvoir absolu sur leurs paysans, soumis, eux, au règne du plus total arbitraire puisqu’ils se retrouvent privés de tout recours devant l’administration impériale. La charte des Citadins les répartit en six classes (propriétaires, marchands, artisans, artisans travaillant à leur compte, professions libérales, étrangers). Ils élisent une Douma municipale, composée de six conseillers municipaux et d’un maire.

- 6 juillet : le Congrès de la Confédération adopte le dollar comme monnaie unique des États-Unis[5].

- 2 septembre : abolition du servage en Hongrie et en Transylvanie[6].

- 11 décembre : décret (handbillet) de Joseph II restreignant la création de loges maçonniques dans l’empire[7].

## Publications
- Publication à titre posthume des loix, us et coutumes de la souveraineté de Neuchâtel et Valangin de Samuel Ostervald à Neuchâtel.

## Naissances
- 24 octobre : Jean-Charles Bougrain de Bures, avocat et magistrat français, conseiller puis président de la cour royale d'Angers († 4 mai 1853).

## Décès
- 17 avril : Charles-Étienne Lepeletier de Beaupré, juriste français, conseiller puis maître des requêtes au Parlement, président du Grand Conseil (° 27 juillet 1702).